# 고치역 (고치현)
고치역(일본어: 高知駅)은 일본 고치현 고치시에 위치한 시코쿠 여객철도 도산 선의 철도역이다.

## 타는 곳
| 1 | ■도산 선 | （하행） | 이노・스사키・구보카와・나카무라·스쿠모 방면    | （특급의 대다수 운영） |
| 1 | ■도산 선 | （상행） | 도사야마다・아와이케다・다카마쓰・오카야마 방면 | （특급에 한함）        |
| 2 | ■도산 선 | （하행） | 이노・스사키・구보카와・나카무라・스쿠모 방면   | （특급의 일부도 운영） |
| 2 | ■도산 선 | （상행） | 도사야마다・아와이케다・다카마쓰・오카야마 방면 | （특급에 한함）        |
| 3 | ■도산 선 | （상행） | 고멘・도사야마다・아와이케다 방면               | （보통에 한함）        |
| 4 | ■도산 선 | （상행） | 아키・나하리 방면（고멘・나하리 선 직통）       | （보통・쾌속 에 한함） |

## 역세권 정보
- 고치에키마에 역 (도사 전기 철도 산바시 선)

## 인접역
| 시코쿠 여객철도 ■ 도산 선     | 시코쿠 여객철도 ■ 도산 선 | 시코쿠 여객철도 ■ 도산 선   |
| ----------------------------- | ------------------------- | --------------------------- |
| D 43 도사잇쿠 도사야마다 방면 | 쾌속                      | 이리아케 K 01 구보카와 방면 |
| D 44 아조노 다도쓰 방면       | 보통                      | 이리아케 K 01 구보카와 방면 |